# Polyphylla dahnshuensis
Polyphylla dahnshuensis är en skalbaggsart som beskrevs av Li och Yang 1997. Polyphylla dahnshuensis ingår i släktet Polyphylla och familjen Melolonthidae. Inga underarter finns listade i Catalogue of Life.